# 36 Lupi
36 Lupi (c Lupi) é uma estrela na direção da Lupus. Possui uma ascensão reta de 14h 56m 17.23s e uma declinação de −52° 48′ 34.4″. Sua magnitude aparente é igual a 5.38. Considerando sua distância de 216 anos-luz em relação à Terra, sua magnitude absoluta é igual a 1.27. Pertence à classe espectral A2III.